# Digital copy
Digital copy（デジタル・コピー）は、DVDやBlu-ray Discなど光ディスクに収録された映画などデジタルコンテンツを購入した消費者が、光ディスク内の映像をパソコンや携帯型デジタルメディアプレーヤー複写し、限定的ながらも光ディスクなしでコンテンツの再生を可能にするプログラム、またはその技術の名称。主として北米で販売される光ディスクのコンテンツに、この処理が施されている。

## 概要
DVDやBlu-ray Discに映像コンテンツをデジタル的に収録する際に、配給会社や出版元はコンテンツ内容の構成を行なう他に、字幕や音声トラックの数、データのフォーマット形式、デジタル著作権管理 (DRM) 処理方法など、様々な要素を独自に決定し採用している。
Digital copyは、DVDなどの光ディスクが再生用に複数の言語、すなわち複数の字幕や音声トラックを収録していても、任意の一つの言語をベースにしてデータの複製を行う。また処理された複製データのビットレートも、ディスクに収録されたオリジナルのデータよりもより低く抑えられる。複写された映像の再生回数を制限するために、インターネットを介して再生端末を特定するコードを認識するように設定されている。
WindowsのWindows MediaやAppleのiTunesで採用されているDRMやFairPlayなどの、デジタル著作権管理処理に対応している。

## 使用方法
- 以下は北米地域発売のDVDやBlu-ray Discに同梱または収録されている使用方法。日本のパソコンでは動作しない場合がある。

Digital copy処理されたDVDやブルーレイディスクをコンピューターのディスクドライブに挿入すると、再生画面の中に映像の転送を行なうかどうかを尋ねるアイコンまたはリンクが現れる。クリックまたはダブルクリックすると、Windows MediaやiTunesが起動し、ディスクに同梱またはシール貼りされている、16桁の数字によるシリアルナンバーの入力を求められる。入力後は、画面に現れる転送先のパソコンや、USB接続された携帯型プレーヤーを選択し、映像の複写を行なう。